# Registre des cancers
Un registre des cancers (ou registre des tumeurs) est un outil d'étude épidémiologique ou écoépidémiologique rassemblant des données sur l'occurrence spatiale et temporelle d'un type spécifique de cancer ou de l'ensemble des cancers détectés par les médecins. C'est un type de registre de population informatisé.

## Principe
À partir d'une date donnée (création du registre), le registre inclut des données écrites les plus exhaustives possibles (âge, sexe, profession, lieu de vie et d'habitat, antécédents familiaux, siège du cancer diagnostiqué, date du diagnostic et degré d'extension au moment de ce diagnostic, survie du patient...) sur les cancers survenus et détectés dans une population définie (départementale, régionale, nationale en France)
Certains registres sont spécialisés, uniquement ciblés par exemple sur les cancers digestifs, les tumeurs de l’enfant, etc.

En France par exemple, les cancers de l'enfant (1 700 nouveaux cas/an en 2005) sont enregistrés sur deux registres nationaux spécialisés :
- un registre des hémopathies malignes (créé en 1990);
- un registre des tumeurs solides (depuis 2000).

## Utilité
Le nombre de nouveaux cas observés pour un « pas de temps » donné, rapportée à la population surveillée sur une zone géographique donnée, est « l’incidence des cancers » pour cette population. 
Le registre est un des outils indispensables de la santé environnementale et de l'épidémiologie du cancer.
Le cancer étant une maladie souvent multifactorielle, ses causes sont difficiles à étudier.
Les registres permettent, via des études statistiques et épidémiologiques, de 
- mieux estimer les besoins en matière de prévention, diagnostic et soins, par une meilleure connaissance de la prévalence et de son évolution temporelle et géographique
- mieux mesurer la gravité d'une situation régionale ou locale
- mieux comprendre les causes de certains cancers (c'est ainsi que l'implication du tabac et de l'alcool a pu être démontrée ou confirmée...)
- mieux comprendre et prévenir les facteurs de risques ou conditions d'apparition de certains cancers ou tumeurs
- détecter de manière plus précoce l'émergence de nouveaux cancers.
- évaluer l'efficacité d'actions préventives ou curatives (dont allongement de la durée de vie après un cancer soigné).

## Histoire
Un registre des tumeurs a été établi dès 1935 aux USA, dans le Connecticut.
En Europe, le premier registre du cancer est réalisé à Hambourg (Allemagne) dès 1927. 
Mais c'est en 1942 qu'est fondé au Danemark le plus ancien registre couvrant une population à l'échelle nationale par Johannes Clemmesen,. Différentes initiatives se développent à partir de ces années là dans différentes régions. 
Après la Seconde Guerre mondiale, il paraît nécessaire pour ces différentes initiatives de se regrouper et de s’harmoniser afin d’obtenir des données comparables. Un groupe de 12 experts internationaux dans le domaine de la lutte contre le cancer recommande la création de Registres de Cancers dans le monde entier, conduisant en 1950, l’OMS à établir une sous-commission sur l’enregistrement des cas de cancer et leur présentation statistique. En 1955, 18 Registres de cancers de population avaient déjà été créés et 22 pays européens sont à présent dotés de registres nationaux. 
Au Canada, le Registre canadien du cancer (RCC) est établi en 1992 grâce à une collaboration entre Statistique Canada et les 13 registres provinciaux et territoriaux préexistants.
En France, en 2023, il n'existe pas encore de registre national des cancers. Le premier registre français, départemental, n'a été créé qu'en 1975 dans le Bas-Rhin, avant ceux du Doubs (en 1976) et du Calvados, puis de l’Isère en 1978. Puis l'observation et la surveillance des cancers se sont peu à peu structurées en un réseau français des registres des cancers dit FRANCIM, lequel s'est associé en 2008 à un « programme de travail partenarial » avec le Service de biostatistique des Hospices civils de Lyon (HCL), l’Institut de veille sanitaire (InVS) et l’Institut national du cancer (INCa). . Le plan cancer III (2014-2019) invite les registres à innover sur de nouveaux modèles de rapprochements avec les centres de dépistage des cancers et les réseaux régionaux de cancérologie. Mais cet ensemble de registres qui servent pourtant de base pour le calcul de l'incidence des cancers au niveau national, posent différentes limites et couvrent seulement 24 % de la population française (environ 14 millions de personnes), ce qui pousse le Parlement français, en 2023, à proposer un projet de loi pour un Registre national du cancer .

## Difficultés et sources de biais
- Un manque de recul nait du fait que les registres (français notamment) sont souvent récents (après 1980) et représentatif que de petites parties du territoires alors que beaucoup de cancers mettent des décennies à être diagnostiqués et que leur incidence présente des variations territoriales significatives, souvent encore non-expliquées) ; Le cancer n'étant souvent diagnostiqué que plusieurs décennies après le contact avec une substance cancérigène, d'un point de vue écoépidémiologique, il serait important de pouvoir disposer d'information sur l'environnement de vie et de travail de la personne, bien avant la date de diagnostic du cancer, voire à propos de celui de la mère et du père au moment de la conception puis de la grossesse (dans le cas des cancers hormonaux et du jeune enfant) ;
- Des incertitudes ou manques périodiques de financement et d'harmonisation des diagnostics rendent difficile un bon suivi (sans double-comptage) dans le temps des personnes, qui au cours de leur vie se déplacent de plus en plus ;
- Le manque de données ou la confidentialité des données exigées par la protection de la vie privée des personnes ne permet pas toujours d'affiner les hypothèses explicatives.
- La définition des entités étudiées (tumeurs et types de cancers) a varié dans le temps par exemple entre la période 1980-2005 et suivante, « ce qui rend impossible toute comparaison » (par exemple entre les études d'avant 2005[11] et les suivantes). Pour toutes ces entités, une « période d’incidence utilisable » a été déterminée (« années pour lesquelles l’ensemble des registres (spécialisés ou généraux) du réseau Francim a recueilli de façon homogène l’entité correspondante. En conséquence, en fonction des entités, l’estimation de la tendance porte sur des périodes de longueur différente. Celle-ci est précisée au début de chaque localisation (avec les codes morphologiques. »)[12] ;
- Le codage des données "mortalité" à partir du certificat de décès ne permet pas en France de classer les décès selon la classification adoptée par certaines études, ce qui interdit d'utiliser certaines méthodes (par exemple basées sur le rapport incidence/mortalité) pour l'estimation d'une incidence nationale (comme on l'a fait pour l’incidence des tumeurs solides[13]). L’incidence nationale est alors estimée à partir de l’incidence de la zone registre en supposant que la zone registre est représentative de la France en termes d’incidence pour les hémopathies malignes, ce qui est discutable étant donné les différences d'incidence observées selon les régions, zones ou départements français) ;
- Biais possibles : Par exemple certains cancers (ex : leucémie aiguë myéloïde promyélocytaire ont des taux d’incidence très bas, qui dans les graphiques de tendances et dans les analyses de taux annuel moyen d’évolution « peuvent faire apparaître des variations qui ne sont pas restituées dans les différents taux d’incidence  car ces taux d’incidence sont arrondis à la première décimale » ;
- Enfin, les  procédures administratives, scientifiques et de mise à jour imposent un certain délai entre la création d'une donnée de base et son exploitation par la communauté scientifique.
- Pour une épidémiologie plus efficace, il est maintenant recommandé - par l'OMS et l'OIE notamment - de suivre parallèlement les pathologies animales et humaines (approche « One health »), mais les registres du cancer n'ont pas été prévu pour cela.

## Droit
En tant que registre de population, il est soumis aux législations européennes, nationales, régionales de protection de la personne.
Par exemple, en France, la Commission nationale de l'informatique et des libertés (CNIL) via la loi (du 1er juillet 1994 « relative au traitement de données nominatives ayant pour fin la recherche dans le domaine de la santé » a cadré les registres de cancers qui sont supervisés par un comité consultatif protégeant les personnes concernées, tout en permettant les transmissions de données nécessaires. Seuls 15 départements avaient un registre des cancers en 2005, ces registres sont organisés en un réseau dit FRANCIM,  acronyme de France cancer incidence mortalité.
Les registres de cancer, comme les registres d'autres pathologies, doivent être qualifiés tous les quatre ans, au plus, par le Comité d'évaluation des registres (co-présidé par l'Agence régionale de santé (ARS)  de la région dans laquelle se trouve le registre, l'Institut de veille sanitaire  (InVS) et l'Institut national du cancer (Inca)) et reçoivent, s'il y a qualification, une subvention du Comité de pilotage (déterminé par l'Inca lorsqu'il s'agit d'un registre en cancérologie). Ces deux comités étaient réunis en un Comité national des registres (CNR, créé en 1986, co-présidé par l'InVS et l’Institut national de la santé et de la recherche médicale (Inserm) avant sa suppression par décret en mai 2013.